# Hugh Kennedy (Jurist)

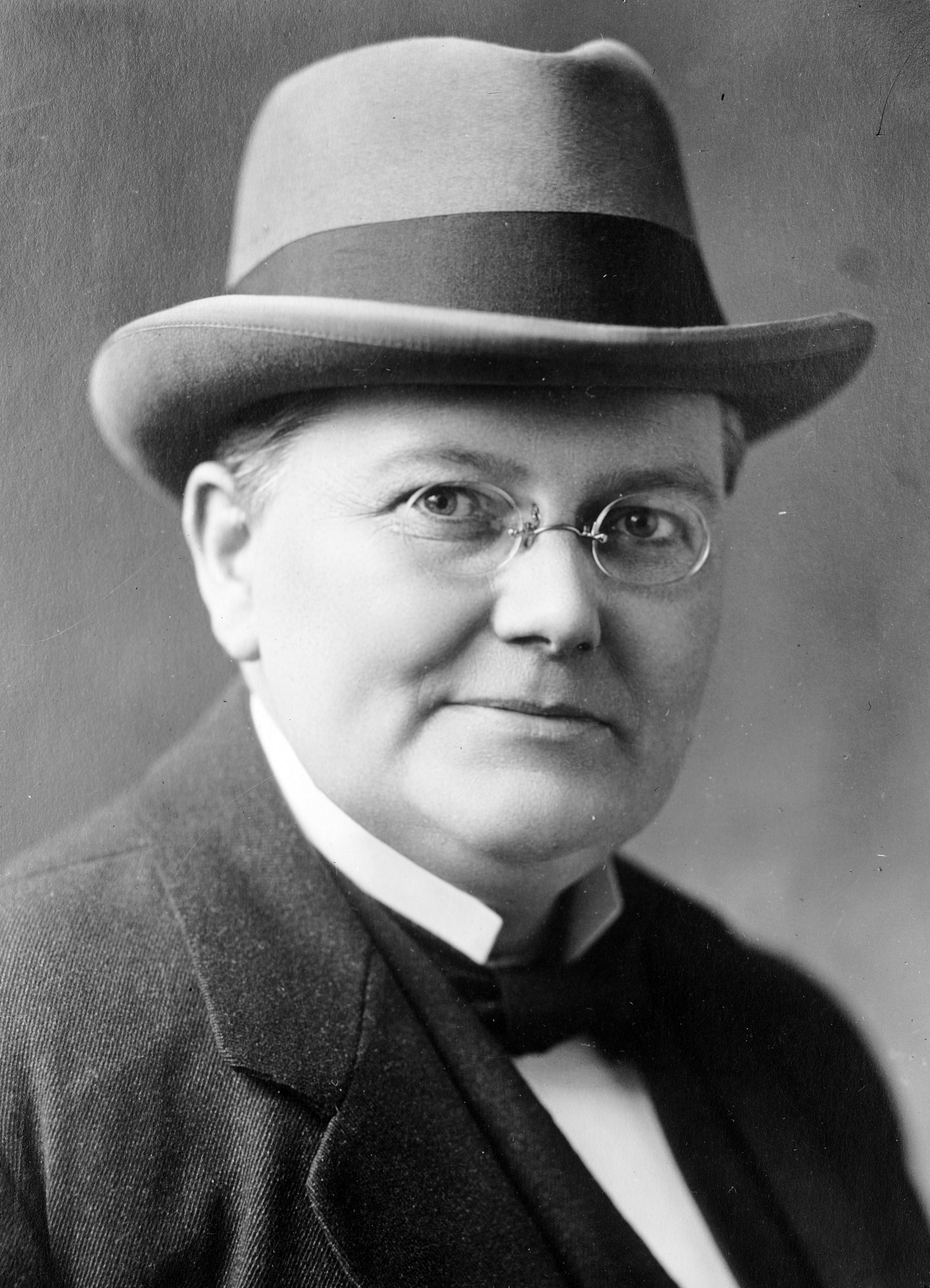
Hugh Kennedy

Hugh Kennedy (irisch Aodh Ó Cinnéide, * 11. Juli 1879 in Dublin; † 1. Dezember 1936) war ein irischer Politiker der Cumann na nGaedheal, erster Generalstaatsanwalt Irlands sowie erster Oberster Richter (Chief Justice) des Supreme Court.

## Biografie
Kennedy studierte nach dem Schulbesuch Rechtswissenschaft und war nach Beendigung des Studiums als Barrister tätig.
Am 7. Dezember 1922 wurde er zum ersten Generalstaatsanwalt (Attorney General) des Irischen Freistaates ernannt. Als solcher war er maßgeblich an der Schaffung des Gerichtswesens in Irland beteiligt. Zusätzlich wurde er als Kandidat der Cumann na nGaedheal zum Abgeordneten (Teachta Dála) des Unterhauses (Dáil Éireann) gewählt und vertrat dort den Wahlkreis Dublin South.
Am 5. Juni 1924 trat er von seinem Amt als Generalstaatsanwalt zurück und legte auch sein Mandat im Unterhaus nieder, nachdem er zum ersten Chief Justice des Supreme Court ernannt worden war. Dieses Amt bekleidete Hugh Kennedy bis zu seinem Tod.